# Isodiametra pulchra
Isodiametra pulchra är en plattmaskart som först beskrevs av Smith och Bush 1991.  Isodiametra pulchra ingår i släktet Isodiametra och familjen Isodiametridae. Inga underarter finns listade i Catalogue of Life.